# Canton de Saint Vincent
Le canton de Saint Vincent est un ancien canton français du département de la Dordogne. Il faisait partie du district de Ribérac. Le canton avait pour chef-lieu Saint Vincent.

## Histoire
Le canton de Saint Vincent est créé en 1790 sous la Révolution en même temps que les départements. Il dépend du district de Ribérac jusqu'en 1795, date de suppression des districts.
Lorsque ce canton est supprimé par la loi du 8 pluviôse an IX (28 janvier 1801)  portant sur la « réduction du nombre de justices de paix », ses communes sont alors réparties entre le canton de Neuvic (Chanteirac, Saint André de Double, Saint Aquilain, Saint Vincent), le canton de Ribérac (Saint Pardoux, Saint Sulpice, Siorac) et le canton de Montagrier (Segonzac), tous trois dépendant de l'arrondissement de Ribérac.

## Composition
Il était composé de huit communes :
- Chanteirac[2] ;
- Saint André de Double[3] ;
- Saint Aquilain[4] ;
- Saint Pardoux[5] ;
- Saint Sulpice[6] ;
- Saint Vincent[1] ;
- Segonzac[7] ;
- Siorac[8].